# ヨルゲン・マークセン
ヨルゲン・マークセン（丁: Jørgen Marcussen、1950年5月15日 - ）は、デンマークヌゼボー出身の元自転車競技選手である。
アマチュア時代には、1972年夏季オリンピックにて個人戦ロードレースおよび団体戦タイムトライアルの各競技に出場した。
プロ選手として1978年UCIロードレース世界選手権に出場し、ヘリー・クネットマンおよびフランチェスコ・モゼールの後塵を拝したが銅メダルを獲得している。また1981年ブエルタ・ア・エスパーニャにて全体で4位の成績を収めた。
オリンピック自転車競技選手のカリーナ・スキビューと結婚している。